# Gerhardsbrunn
Gerhardsbrunn là một đô thị ở huyện Kaiserslautern, bang Rheinland-Pfalz, phía tây nước Đức. Đô thị Gerhardsbrunn có diện tích 10,03 km².